# Tmetolophota purdii
Tmetolophota purdii är en fjärilsart som först beskrevs av Richard William Fereday 1883c.  Tmetolophota purdii ingår i släktet Tmetolophota och familjen nattflyn. Inga underarter finns listade i Catalogue of Life.